# Ouled Bou Sbaa
Les Ouled Bou Sbaa, originellement Ouled Abi Sibaa (en arabe : أولاد بو السباع) sont une tribu maure de nomades de langue hassanya vivant au Maroc et en Mauritanie, ainsi que dans le territoire du Sahara occidental. Ils pratiquent le commerce de Marrakech au Sénégal. Tribu arrivée la plus récemment dans la région, elle revendique une origine Chérifs.
La tribu des Ouled Bou Sbaa, dont l'influence était importante dans le paysage des tribus mauritaniennes dans le Nord et le Sud-Ouest, influence notamment attestée par les écrits occidentaux . Le général Mohamed Ould Abdel Aziz et le colonel Ely Ould Mohamed Vall, cousins germains et membres des Ouled Bou Sbaa, ont joué un rôle actif et influent dans la vie militaire, politique et économique mauritanienne après 2005 jusqu'à ce que le premier devienne président de la république islamique de Mauritanie.

## Histoire
La première trace historique des Ouled Ben Sbaa date de 1782, lorsque le sultan Mohammed ben Abdallah les expulsa de Marrakech vers le Sahara,. Ils s'installent alors dans le Río de Oro et se lancent avec succès dans le commerce caravanier jusqu'au sud du Sénégal.
Premiers sahraouis à s'armer de fusils à tir rapide dans la seconde moitié du XIXe siècle, ils se lancent dans des rezzou victorieux contre leurs voisins, et sont à plusieurs reprises en guerre contre les Kountas de Tombouctou entre 1860 et 1870, puis contre les Oulad Delim en 1899 et contre les Ouled Biri en 1905. Les conflits qui les opposèrent aux Reguibat de 1905 à 1910 se soldèrent par des pertes importantes des deux côtés.
Au début du XXe siècle et jusqu'aux colonisations françaises et espagnoles, ils établissent une relative hégémonie commerciale et militaire sur la partie occidentale du Sahara mais, en butte constamment à la vive concurrence des autres tribus, les Ouled Bou Sbaa n’ont pas réussi à se constituer un territoire tribal stable et se sont vus contraints à la dispersion.
Cette dispersion va finir par devenir un atout majeur puisqu'une partie de la tribu va s'installer au Sénégal, d'où elle va pouvoir organiser un commerce fructueux avec la Mauritanie avant d'étendre ce réseau à d'autres pays. Ils seront ainsi les premiers à introduire les moyens de transport modernes, notamment le camion, en Mauritanie, et gardent un contrôle important sur le secteur stratégique des transports.
La lente ascension de cette tribu numériquement faible et arrivée récemment en Mauritanie depuis le Sud marocain, l'a amenée jusqu'au sommet du pouvoir avec le coup d'État de 2005, et l'élection à la présidence de l'un de ses membres, Mohamed Ould Abdelaziz.

## Les Ouled Bou Sbaa aujourd'hui
Aujourd'hui, les Ouled Bou Sbaa jouissent d’une solide réputation d’hommes d’affaires. Dans le monde tribal traditionnel de la Mauritanie, le prestige est basé sur le pouvoir militaire et politique détenu par les tribus "Hassanes" qui fondèrent les émirats de l'Adrar, du Trarza, du Brakna notamment, et le pouvoir religieux détenu par les tribus maraboutiques "Zwaya" . Les Oulad Bousbaa, arrivés plus tard dans ce qui sera l'actuelle Mauritanie, ont été plutôt classifiés dans la première catégorie bien que n'étant pas une tribu Hassane. Certains d'entre eux sont des intellectuels réputés, dont l'ancien ministre des Affaires étrangères, Mohamed Mahmoud Ould Mohamedou, Abdallahi Ould Benhmeida et d’autres poètes et juges tels que les Leaweissi, Ghadoury et Moctar Hassen. Au Maroc, ils possèdent des écoles de savoir religieux dans la région de Marrakech.
La partie mauritanienne des Ouled Bou Sbaa, bien que répartie dans tout le pays et au Sénégal, avec une présence plus marquée dans la wilaya (région) de l'Inchiri. Au nord, ils sont présents dans la région de Marrakech (en particulier dans la région de Chichaoua et Sidi El Mokhtar) et au Sahara occidental. Au sud, ils sont basés près de Rosso, la ville dont est originaire le sénateur Ouled Bou Sbaa Mohsen Ould El Hadj. Mohamed Ould Abdel Aziz et Ely Ould Mohamed Vall ont grandi à Louga, au Sénégal et leur cousin Melaïnine Ould Tomy a ses affaires à Saint-Louis au Sénégal. Beaucoup d'Ouled Bou Sbaa dans le sud parlent couramment le wolof.
La tribu des Ouled Bou Sbaa a acquis une influence dans l'armée par Mohamed Ould Abdel Aziz et avant lui Ely Ould Mohamed Vall, colonels à l'époque et respectivement commandant du bataillon de la sécurité présidentielle (BASEP) et directeur de la Sureté nationale (Police nationale) sous le régime du président Maaouiya Ould Sid'Ahmed Taya. C'est a priori Ely Ould Mohamed Vall qui avait établi une relation privilégiée avec le président Maaouiya Ould Taya et sa tribu les Smasside, grâce notamment à sa sœur, Lemliha Mint Eleya, qui était mariée à Sid'Ahmed Ould Taya. Ely a ensuite aidé Abdel Aziz à rejoindre l'armée et plus tard ce dernier s'est retrouvé épouser la fille d'un membre influent de la tribu Smasside. Les deux hommes rompront en 2008 avec l'élection de Mohamed Ould Abdel Aziz. 

## Personnalités
- Aziz Bouderbala, ancien footballer marocain
- Mohamed Ould Abdel Aziz, président mauritanien jusqu'au 1er août 2019 auquel a succédé Mohamed Ould Ghazouani.
- Ely Ould Mohamed Vall, ancien chef de l'État (2005 - 2007) et ancien directeur de la Sureté nationale (Police nationale) de 1987 à 2005.
- Mohamed Ould Bouamatou, une des plus grosses fortunes mauritaniennes.
- Mohamed Mahmoud Ould Mohamedou, ancien ministre des Affaires étrangères et universitaire international.
- Mohamedou Ould Mohamed Mahmoud, père du ministre des Affaires étrangères et ancien président de la chambre de commerce.
- Melaïnine Ould Tomy, ancien directeur du protocole de Ould Taya.
- Mohsen Ould El Hadj, sénateur de Rosso en 2008.
- Ould Benhmeida, gouverneur de la Banque centrale mauritanienne en 2008.
- Mohamed Lemine Ould El Mamy, homme d'affaires.
- Ahmed Ould Ghadda, homme d'affaires.
- Azizi Ould El Mamy, homme d'affaires.
- Kemal Ould Mohamedou, homme d'affaires mauritanien.
- Abderrahmane Sbai (1940-2010), homme politique et fonctionnaire marocain
- Hassanine Sbaï (née en 1984), marcheuse tunisienne
- Salaheddine Sbaï (né en 1985), footballeur marocain
- Souad Sbai (née en 1961), femme politique, journaliste et écrivaine italienne d'origine marocaine
- Youssef Sbai (né en 1978), haltérophile tunisien
- Abd Allah ben Sassi Al-Sibai, Mujahid marocain du XVIe siècle[9].
- Sidi Mohamed ben Abd ar-Rahman ben Abd al-Jilil al-Sibai : Savant soufi et étudiant de Ma al-Ainine[10].